# توماس شورل
 توماس شورل (انگلیسی: Thomas Schoorel؛ زادهٔ ۸ آوریل ۱۹۸۹) یک تنیس‌باز اهل هلند است. 